# Hollenstein (Bad Salzuflen)

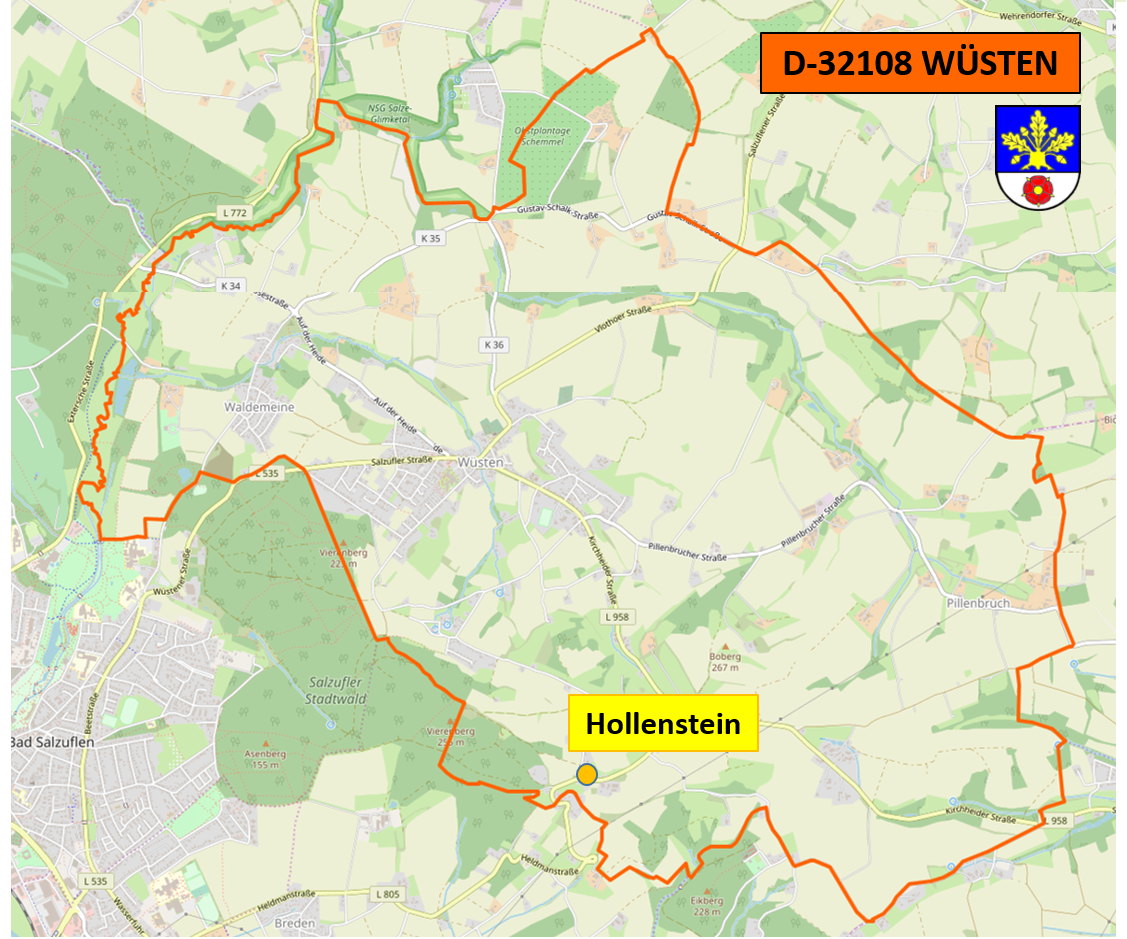
Lage Hollensteins in Wüsten

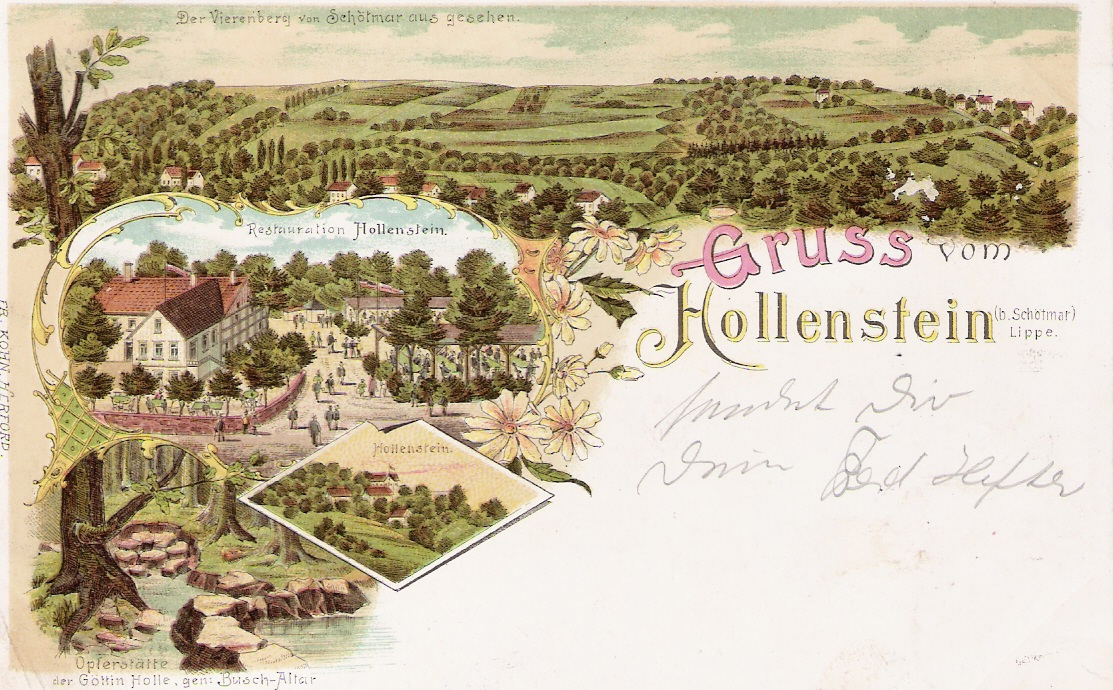
Postkarte, um 1900

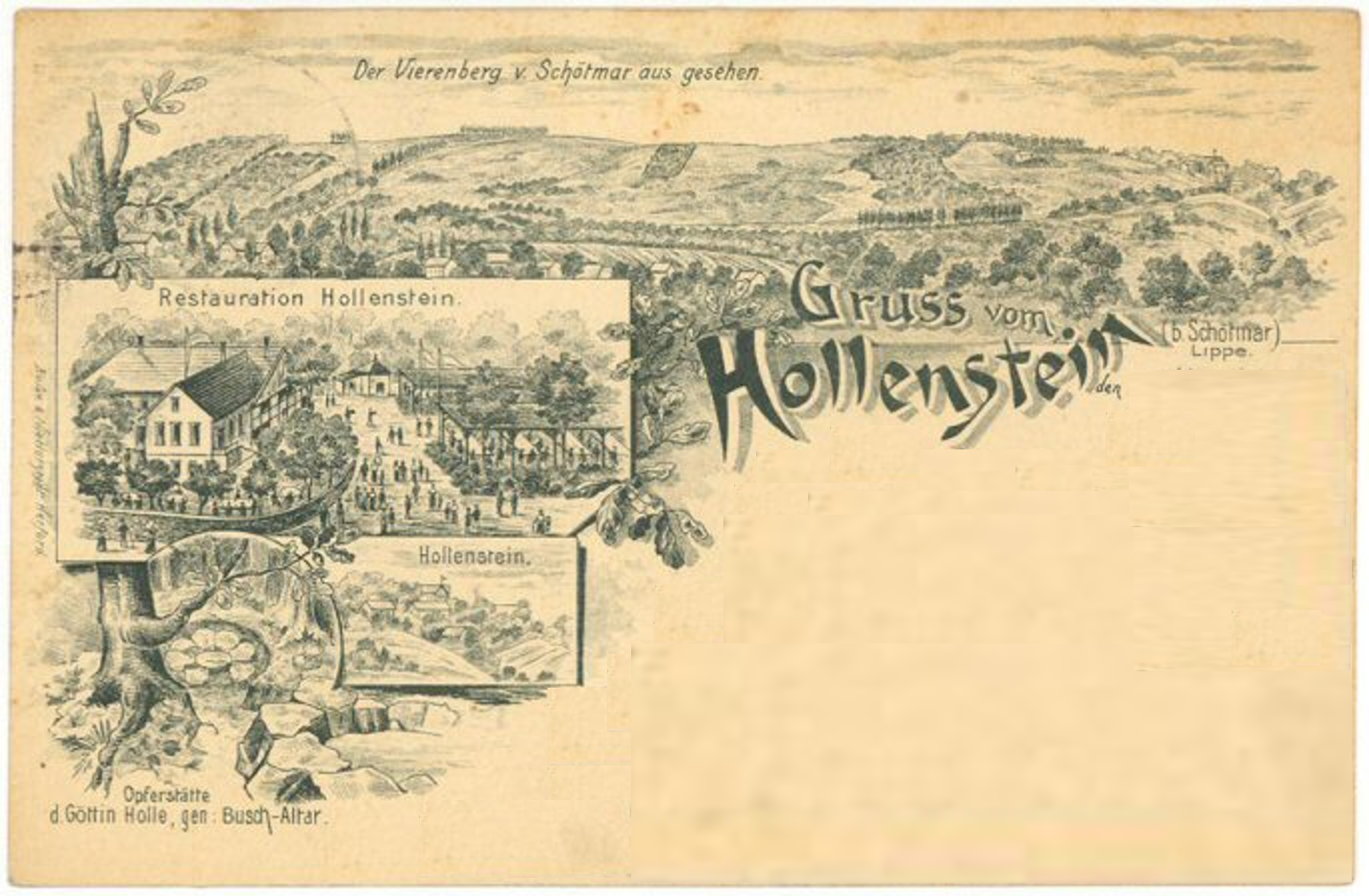
Postkarte, um 1895

Hollenstein ist ein zum Stadtteil Wüsten gehörender Weiler der lippischen Stadt Bad Salzuflen im Nordosten Nordrhein-Westfalens.

## Geographie

### Lage
Der Ort liegt am östlichen Ausläufer des Vierenbergs, südlich von Wüsten, nahe dem benachbarten Ortsteil Bergkirchen im Südwesten sowie zwischen Ehrsen-Breden im Südwesten und Voßhagen im Osten.

### Schutzgebiete
Bei Hollenstein sind die Landschaftsschutzgebiete „Grünlandkomplex östlich Hollenstein“ und das „Bachtal südlich Hollenstein“ ausgewiesen.

## Geschichte

### Name
Wahrscheinlich ist die Bezeichnung „Hollenstein“ mythologischen Ursprungs: Eine „Hillige Richte“, ein heiliger Heckenweg, soll vom Wiensiek und Erdsiek hinauf zu einem Heiligtum, dem sogenannten „Busch-Altar“, an der höchsten Stelle der heutigen Straße, geführt haben. Hier könnte die Holde, im Märchen als „Frau Holle“ bekannt, Freyja – die Göttin der Ehe und des häuslichen Herdes, verehrt worden sein. Später, in christlicher Zeit, wurde hier zur Verehrung ein Marienbild aufgestellt.

### Einwohnerentwicklung
| Jahr          | 1880 | 1911  |
| ------------- | ---- | ----- |
| Wohnhäuser    | 12   | 18    |
| Haushaltungen | 19   | 22    |
| Einwohner     | 80   | 45 55 |

## Kultur und Sehenswürdigkeiten
- Hollenstein Nr. 1: ehemals „Oberwüsten 77“; ehemaliges Lehrerhaus der Plögerschule, an anderen Standort versetzt
  - die Inschrift des 1851 erbauten Hauses lautet 0SIEHE WIE FEIN LIEBLICH IST ES, DAß BRÜDER EINTRÄCHTIG BEI EINANDER WOHNEN, DENN DASELBST VERHEIßT DER HERR SEGEN UND LEBEN IMMER UND EWIGLICH. ES SEGNE UNS GOTT UND ALLE WELT FÜRCHTE IHN.[2]
- Hollenstein Nr. 8: ehemals „Oberwüsten 74“; hier befand sich die Plögerschule, eine im Rahmen der Erweckungsbewegung 1851 gegründete evangelisch-lutherische Privatschule, die später nach Bergkirchen verlegt wurde
  - eine Steininschrift lautet 0Jesus Christus spricht. Lasset die Kindlein zu mir kommen und wehret ihnen nicht, denn solches ist das Reich Gottes (Ps. 124.8)[2]
- Hollenstein Nr. 9: ehemals „Oberwüsten 54“
  - die Torbogeninschrift lautet 0De Rechdtferdige lewedt sines Gelowens  („Der Gerechte wird seines Glaubens leben“ (Röm. 1, 17))
- Hollensteiner Weg Nr. 1 und 3: ehemals „Oberwüsten 43“
  - die Torbogeninschriften lauten 0ANNO 1663 DEN 22 JULIUS HAT HAN DEPPE UND SEINE HAUSFRAW GESCHE MOLLER DIS HAUS LASSEN BAUWEN HENRICH M HANS MOLLER0 und 0IM JAHRE 1855 DEN 20 JANUA HAT HANS BERND KRUMME DIESES HAUS LASSEN BAUEN DURCH M(eister) F.PR(ussner) WACHEN UND BATEN UND ARBEITEN UND NEUE GEDULD FASSEN VERTREIBT DIE BÖSEN EINBILDUNG SEHET DAS REICH GOTTES IST IN EUCH

## Verkehr

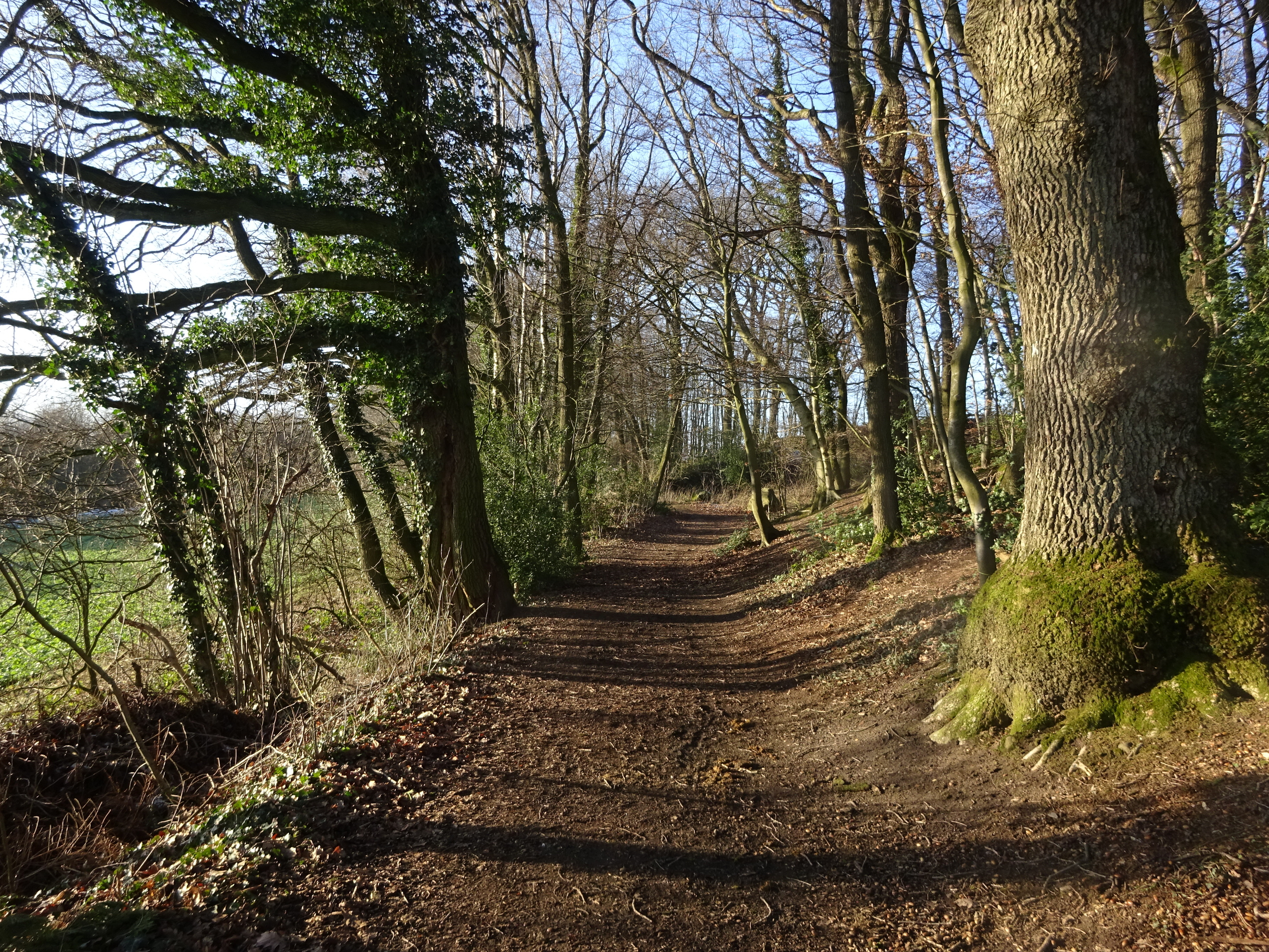
Der Hansaweg bei Hollenstein

Der Ortsteil wird von Anruf- und Taxibussen des Stadtbusnetzes Bad Salzuflen bedient.
Die nächsten Bahnhöfe sind Schötmar, Lemgo und Bad Salzuflen.
Der von Herford herführende Hansaweg (  X9  ) verläuft über den Hollenstein bis nach Hameln.